# XTRM
XTRM (abreviação de Extreme) é um canal de televisão por assinatura espanhol, atualmente produzido pela AMC Networks International Southern Europe. O canal é destinado a transmissão de filmes de ação e terror.

## História
Em 8 de abril de 1999 o canal começou a transmitir na plataforma Vía Digital. Inicialmente era uma joint-venture entre a Viacom e a Mediapark.
A fusão da Vía Digital e do Canal Satélite Digital e a criação do Digital+, como resultado, não afetou o canal, pois ainda estava transmitindo no satélite Hispasat até setembro de 2004, quando o Digital+ o eliminou de seu dial como outros canais antigos da Vía Digital que estavam temporariamente no Digital+.
A Ono (atualmente Vodafone TV), que já detinha 49% da Teuve (na época, denominada Factoría de Canales, e anteriormente Mediapark) obteve os 51% restantes, passando a deter a totalidade da empresa. Em novembro desse mesmo ano, o Showtime Extreme se tornou EXTRM, um novo canal com conteúdo semelhante ao seu antecessor.
Em 26 de junho de 2013, o canal renovou completamente toda a sua imagem corporativa e passou suas transmissões para o formato widescreen (16:9) em sua versão SD, e lançou um sinal HD.
Em 8 de julho de 2013, o canal XTRM HD foi incorporado ao disque 94 da operadora de cabo Telecable.
No final de julho de 2015, a operadora Movistar+ decidiu retirar o canal da sua oferta de programação, em favor do seu próprio canal Canal+ Acción.[carece de fontes?]
Em 14 de outubro de 2021, o canal voltou ao Movistar+ no canal 103, seis anos após sua retirada da plataforma.